# فدراسیون فوتبال جیبوتی
فدراسیون فوتبال جیبوتی (فرانسوی: Fédération Djiboutienne de Football, FDF‎) نهاد اداره‌کننده مسابقات فوتبال و فوتسال در کشور جیبوتی است.
این فدراسیون که در سال ۱۹۷۹ تأسیس شده عضو کنفدراسیون فوتبال آفریقا و فیفا نیز می‌باشد و مقر آن در شهر جیبوتی است.